# Live at Wacken Open Air
Live at Wacken Open Air е запис на концерта на германската рок група „Скорпиънс“ проведен на Фестивала във Вакен през 2006 г. пред 60 000 зрители, издаден е през 2007 г. За този концерт, както и за още няколко от турнето Humanity Tour, групата излиза на сцената с бившите си членове Улрих Джон Рот, Михаел Шенкер и Херман Раребел. Песните за концерта са предварително избрани в официалния сайт на музикантите през 2006 г., когато феновете на „Скорпиънс“ имат възможността да гласуват за своите любими около двадесет песни.

## Списък с песните
1. Coming Home
2. Bad Boys Running Wild
3. The Zoo
4. Loving You Sunday Morning
5. Make it Real
6. Pictured Life
7. Speedy's Coming
8. We'll Burn the Sky
9. Love 'em or Leave 'em
10. Don´t Believe Her
11. Tease Me Please Me
12. Coast To Coast
13. Holiday
14. Lovedrive
15. Another Piece of Meat
16. Kottak Attack
17. Blackout
18. No One Like You
19. Six String Sting
20. Big City Nights
21. Can't Get Enough
22. Still Loving You
23. In Trance
24. Bolero
25. Ready To Sting (Appearance of the Scorpion)
26. Rock You Like a Hurricane

## Музиканти
- Клаус Майне – вокали
- Рудолф Шенкер – китари, вокали
- Матиас Ябс – китари
- Джеймс Котак – барабани
- Павел Мончивода – бас китара

## Специални гости
- Улрих Джон Рот – китари, вокали на песни 6, 7, 8, 22, 23 и 24
- Михаел Шенкер – китари на песни 12, 13, 14, 15, 22, 23 и 24
- Херман Раребел – барабани на песни 17, 18 и 24
- Тайсън Шенкер – китари на песен 24